# Lophodermium clusiae
Lophodermium clusiae är en svampart som först beskrevs av Joseph-Henri Léveillé, och fick sitt nu gällande namn av P.R. Johnst. 1989. Lophodermium clusiae ingår i släktet Lophodermium och familjen Rhytismataceae.   Inga underarter finns listade i Catalogue of Life.